# Сухинина, Анна Ивановна
А́нна Ива́новна Сухи́нина (10 июля 1939, Хапчеранга — 1992, Санкт-Петербург) — советская шахматистка, мастер спорта СССР по заочной игре в шахматы (1988), международный мастер ИКЧФ (1991).

## Биография
Инженер-механик.
Победительница 7-го (1981—1982 гг.) и 9-го (1985—1987 гг.) женских чемпионатов СССР по переписке, серебряный призёр 8-го женского чемпионата СССР по переписке (1983—1984 гг.).
Победительница чемпионата Ленинграда по переписке (1978—1979 гг.).
Победительница полуфинала 5-го женского чемпионата мира.
В составе сборной СССР участвовала в полуфинале 4-й заочной олимпиады (1986—1991 гг.; лучший результат на 1-й доске).
Серебряный призёр 35-го мужского чемпионата Европы (1987—1995 гг.).

## Основные спортивные результаты
| Год       | Соревнование                                      | +  | − | = | Результат | Место      |
| --------- | ------------------------------------------------- | -- | - | - | --------- | ---------- |
| 1978—1980 | Чемпионат Ленинграда                              |    |   |   |           | 1          |
| 1981—1982 | 7-й женский чемпионат СССР                        |    |   |   | 15½ из 17 | 1          |
| 1983—1984 | 8-й женский чемпионат СССР                        |    |   |   | 13½ из 18 | 2—3        |
| 1985—1987 | 9-й женский чемпионат СССР                        |    |   |   | 11½ из 14 | 1          |
| 1985—1992 | Полуфинал 5-го женского чемпионата мира           | 10 | 0 | 2 | 11 из 12  | 1          |
| 1986—1991 | Полуфинал 4-й Олимпиады (сборная СССР, 1-я доска) | 6  | 1 | 0 | 6 из 7    | 1 на доске |
| 1987—1995 | 35-й чемпионат Европы                             | 7  | 2 | 4 | 9 из 13   | 2          |